# Marinos Mitralexis
Marinos Mitralexis (em grego: Μαρίνος Μητραλέξης , 1920–1948) foi um ás da aviação grego durante a Segunda Guerra Mundial, creditado com 5 vitórias aéreas. Ele ganhou fama quando conseguiu derrubar um bombardeiro inimigo batendo na sua cauda, em 2 de novembro de 1940.

## Carreira
Mitralexis formou-se como segundo-tenente na Academia Helénica da Força Aérea no verão de 1940. Na Guerra Greco-Italiana seguinte (28 de outubro de 1940 a 7 de abril de 1941), ele foi destacado para o 22º Esquadrão de Perseguição, baseado no campo de aviação de Tessalónica.
Em 2 de novembro, um esquadrão de 15 bombardeiros italianos CANT Z.1007, com escolta de caças Fiat CR.42, seguiu em direção a Tessalónica. Logo foram avistados e intercetados por caças gregos PZL P.24 do 22º Esquadrão. Durante os combates aéreos, três dos bombardeiros foram abatidos, enquanto os demais atingiram os seus alvos e então começaram a retornar para a sua base na Albânia. Mitralexis, que já havia abatido um bombardeiro, estava agora sem munição, então ele mirou o nariz do seu PZL P. 24 direto na cauda de um bombardeiro inimigo, quebrando o leme e deixando o bombardeiro fora de controlo. Ele então teve que fazer um pouso de emergência perto do bombardeiro que caiu. Após pousar, Mitralexis capturou os quatro tripulantes sobreviventes da aeronave inimiga usando a sua pistola.
Por esse feito extraordinário, Mitralexis foi promovido e premiado com diversas medalhas, incluindo a maior condecoração grega por bravura, a Cruz de Ouro da Bravura. Ele foi o único oficial da Força Aérea a receber essa condecoração durante a guerra. Quando a Grécia capitulou perante a Alemanha (Abril de 1941), ele e o resto do pessoal e aeronaves sobreviventes da Força Aérea Grega escaparam para o Norte de África para se juntarem às forças Aliadas.
Em setembro de 1948, durante um voo de treino de rotina num Airspeed Oxford, ele morreu ao cair no sul do Mar Egeu.

## Legado

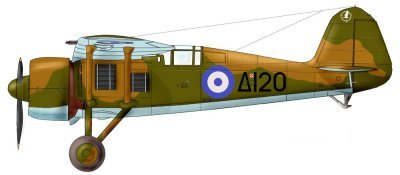
Um PZL P.24, o principal caça grego na Guerra Greco-Italiana.

No início da Guerra Greco-Italiana em 28 de outubro de 1940, a Força Aérea Grega estava em grande desvantagem numérica, contando apenas com 79 aeronaves contra os 380 caças e bombardeiros disponíveis para a Regia Aeronautica italiana. O feito de Mitralexis elevou o moral grego, sendo retratado em impressões de vários artistas, em jornais e revistas, bem como num selo postal. Impulsionou Mitralexis ao estatuto de herói de guerra, eclipsando o seu recorde de guerra subsequente de 5 mortes. Uma estátua dele foi erguida em Ellinikon, Atenas.